# Škoda 15 cm K10
Lo Škoda 15 cm K10 era un cannone navale austro-ungarico impiegato durante la prima e la seconda guerra mondiale. Fu impiegato anche dalla Regia Marina italiana come cannone costiero, denominato cannone da 149/47.

## Storia
Questo cannone fu sviluppato dalla Škoda come armamento secondario in casamatta delle quattro navi da battaglia classe Viribus Unitis. Su ogni nave erano presenti 12 impianti singoli, installati in casamatta lungo le fiancate.
Dopo la fine della Grande Guerra, la SMS Tegetthoff venne consegnata dalla k.u.k. Kriegsmarine alla Regia Marina na come riparazione di guerra. La nave rimase a Venezia in disarmo fino al 1923. Infine venne trasferita a La Spezia per essere demolita nel 1925. I cannoni da 149/47 furono recuperati (così come i Škoda 30,5 cm K10 ed i Škoda 7 cm K10) e vennero assegnati alle batterie costiere antinave della Regia Marina e della MILMART in Libia e in Albania, dove furono impiegate nella seconda guerra mondiale.

## Tecnica
La canna era in acciaio, con otturatore a cuneo orizzontale tipo Krupp. Impiegava munizioni separate, con granate del peso di 45,5 kg ed era propulsa da una carica di lancio da 8,32 kg di RP C/38. La bocca da fuoco era incavalcata su un affusto a piedistallo con scudatura semicircolare che si adattava alla cannoniera della casamatta della nave. Questi affusti, a puntamento manuale tramite volantini, avevano un settore di elevazione da -5° a +15° ed un brandeggio di 60° per lato.
Nelle batterie costiere il cannone era installato su piazzole di calcestruzzo. L'affusto a piedistallo, inchiavardato alla piazzola, manteneva la scudatura frontale semicircolare originale ma era modificato in modo da aumentare il settore di elevazione a +35°. Ovviamente il settore di brandeggio era esteso a 360°.